# Les As de la jungle : Opération banquise
Série Les As de la jungle
Les As de la jungle (film)
(2017)
Pour plus de détails, voir Fiche technique et Distribution.
Les As de la jungle : Opération banquise est un film d'animation français réalisé par David Alaux et Éric Tosti, diffusé pour la première fois le 31 décembre 2011 dans France 3. Il s'agit d'un moyen métrage basé sur la série Les As de la jungle.
Il a été diffusé dès le 10 avril 2013 dans une cinquantaine de salles de cinéma en France et dans plus de 150 pays du monde. 100 000 DVD ont été vendus aux États-Unis. Le film est récompensé le 10 décembre 2011 le Prix Procirep du Producteur français de télévision 2012 dans la catégorie « animation » et le prix du public lors du festival Animpact Max 2012 en Corée du Sud dans la catégorie long-métrage d'animation ainsi que le 8 février 2013 à New York aux Kidscreen Awards 2013 puis nommé aux Emmy Kids Awards 2013 catégorie « animation enfants. »

## Synopsis
En Antarctique, le village des manchots est attaqué par un groupe de morses. Ainsi, deux manchot empereurs arrivent dans la jungle et demandent des renforts aux animaux les plus bizarres et décalés : Maurice, un manchot qui croit être un tigre, Fred le charmant phacochère, Gilbert le tarsier paranoïaque, Batricia la chauve souris , Miguel le gorille et Junior le poisson tigre.

## Fiche technique
- Titre : Les As de la jungle : Opération banquise
- Réalisation : David Alaux et Éric Tosti
- Scénario :  David Alaux, Éric Tosti et Jean-François Tosti
- Direction artistique : Benoît Daffis, Laurent Houis et Stéphane Loncan
- Musique : Olivier Cussac
- Production : Jean-François Tosti et Sophie Lamant
  - Coproduction : Bernard Birebent, François Cadène et Jean-François Sarazin
- Sociétés de production : TAT Productions, Master Films et Vanilla Seed
- Distribution : Les Films Magiques et France Télévisions
- Pays :  France
- Langue : français
- Genre :  animation, comédie, aventure
- Durée : 58 min
- Première diffusion :
  -  France : 31 décembre 2011
  -  Belgique : 28 octobre 2012
- Sortie au cinéma :
  -  France : 10 avril 2013

## Distribution
- Philippe Bozo : Maurice
- Emmanuel Curtil : Al
- Céline Monsarrat : Batricia
- Michel Mella : Fred
- Paul Borne : Bob / chef des morses
- Laurent Morteau : Gilbert
- Pascal Casanova : Miguel
- Barbara Tissier : Ping
- Alexis Tomassian : Pong
- Jean-Philippe Puymartin : L’anaconda
- Jules Timmerman et Camille Timmerman : voix additionnelles

## Bande originale
La bande originale du film est disponible en intégralité sur le site de son compositeur Olivier Cussac.

## Nominations et récompenses
Nomination
- International Kids Emmy Awards 2012

Récompenses
- Kidscreen Awards 2013 : Prix du meilleur film d’animation pour la télévision[6]
- Prix Export 2013 TV France International
- Cartoons on the Bay 2012 : Pulcinella Award du meilleur personnage animé
- Prix Procirep du producteur français de télévision 2012, catégorie « animation »
- Animpact Max 2012 : Prix du public